# Paralipomena Jeremiae
Das Buch Paralipomena Jeremiae (griech.: Was im Buch Jeremia ausgelassen wurde; auch: 4. Baruch; Paraleipomena Ieremiou; abgekürzt: 4Bar oder ParJer) gehört zu den so genannten Pseudepigraphen des Alten Testaments. Es handelt sich um eine jüdische pseudepigraphische Schrift, die vermutlich im frühen 2. Jahrhundert n. Chr. entstanden ist, offenbar im oder kurz nach dem 2. jüdisch-römischen Krieg 132–135 n. Chr.
Die relativ exakte Datierung ergibt sich aus der ungewöhnlichen Länge des im Text erwähnten Schlafes von Abimelech, nämlich 66 statt der üblichen 70 Jahre (für die Dauer des babylonischen Exils). In Verbindung mit der Zerstörung Jerusalems (70 n. Chr.) deutet das auf das Jahr 136 n. Chr., was mit dem Inhalt des Buches (Zerstörung des Tempels) übereinstimmt.
Die Schrift wird der biblischen Gestalt Baruch zugeschrieben, ist aber sicher nicht von ihm verfasst. Das Buch wird heute weder zum jüdischen noch zum christlichen Bibelkanon gezählt, wird jedoch von der äthiopisch-orthodoxen Kirche anerkannt.

## Textüberlieferung
Der Text ist in einer langen und einer gekürzten Fassung erhalten. Die Langfassung ist in griechischen, äthiopischen, armenischen und kirchenslawischen Manuskripten überliefert; die gekürzte Fassung existiert in griechischen, rumänischen und kirchenslawischen Abschriften.
Ähnlich wie bei der griechischen Baruch-Apokalypse scheint es eine spätere christliche Redaktion des ursprünglich jüdischen Textes gegeben zu haben.
Der Text des Buches scheint von der auf koptisch erhaltenen, (älteren) jüdischen Schrift Geschichte des Babylonischen Exils
abhängig zu sein.

## Inhalt
Ähnlich wie in 2Bar und 3Bar (der syrischen und der griechischen Baruch-Apokalypse), steht die Zerstörung des Jerusalemer Tempels (vorgeblich diejenige von 586 v. Chr.) im Mittelpunkt des Textes. Hauptpersonen sind der Prophet Jeremia und sein Schüler Baruch.
Gott eröffnet Jeremia, dass die Zerstörung der Stadt unmittelbar bevorsteht. Jeremia und Baruch sehen Engel, die des Nachts die Tore der Stadt öffnen. Jeremia wird beauftragt, die Gewänder des Hohenpriesters in der Erde zu verstecken. Die Chaldäer erobern die Stadt, und Jeremia folgt einem Teil des Volkes ins Exil nach Babylon, während Baruch in Jerusalem bleibt (vgl. den Inhalt der syrischen Baruch-Apokalypse (2Bar)). Abimelech (vgl. Jeremia 38,7) fällt in einen 66 Jahre dauernden Schlaf. Als er erwacht, findet er neben sich einen Korb frischer Feigen – was ein Wunder ist, da die Jahreszeit für Feigen vorüber ist. Baruch und Abimelech treffen sich wieder und versuchen, mit Jeremia in Babylon zu kommunizieren. Ein Adler bringt den Brief Baruchs nach Babylon (vgl. 2Bar). Jeremia in Babylon sagt das Ende des Exils voraus, und die Israeliten kehren nach Jerusalem zurück. Im letzten Kapitel sagt Jeremia die Ankunft des Messias in der Gestalt Jesu voraus, was sicherlich eine spätere christliche Hinzufügung ist.